# Titularbistum Microcomien
Microcomien, lateinisch Microcomiensis, war ein Titularbistum der römisch-katholischen Kirche, das von 1437 bis 1502 vergeben wurde. Alle Titelträger waren Weihbischöfe in Eichstätt.
| Titularbischöfe von Microcomien |                   |                                                     |                   |                   |
| Nr.                             | Name              | Amt                                                 | von               | bis               |
| 1                               | Petrus Ulmer      | Weihbischof in Eichstätt (Heiliges Römisches Reich) | 27. November 1437 | 1449              |
| 2                               | Leonhard Pilhamer | Weihbischof in Eichstätt (Heiliges Römisches Reich) | 21. November 1464 | 29. Juli 1475     |
| 3                               | Kilian Pflüger    | Weihbischof in Eichstätt (Heiliges Römisches Reich) | 20. November 1476 | 1486              |
| 4                               | Jakob Raschauer   | Weihbischof in Eichstätt (Heiliges Römisches Reich) | 28. Juli 1486     | 10. November 1497 |
| 5                               | Kaspar Tobritsch  | Weihbischof in Eichstätt (Heiliges Römisches Reich) | 27. April 1498    | 2. Juni 1502      |